# خرابکاری شکار
خرابکاری شکار (به انگلیسی: Hunt sabotage) اقدام مستقیمی است که کنشگران حقوق جانوران و جنبش حقوق جانوران برای دخالت در فعالیت‌های شکار انجام می‌دهند.
مبارزان ضد شکار به دو دسته خرابکاران شکار و ناظران ضد شکار برای نظارت بر ظلم و گزارش تخلف از قوانین رفاه جانوران تقسیم می‌شوند.
- مداخله‌گران معمولاً از اسپری‌های سیترونلا برای پوشاندن عطر جانوری که شکارچیان دنبال می‌کنند استفاده می‌کنند یا برای جلوگیری از موفقیت شکارچیان از حواس‌پرتی دیداری و شنیداری استفاده می‌کنند، برج‌های شکار[۱] را تخریب می‌کنند و برای خلع سلاح تله‌های جانوری وارد املاک و مزارع شکار می‌شوند.[۲][۳] این تاکتیک رویارویی مستقیم با شکارچیان سبب زخمی شدن یا کشته شدن چندین کنشگر توسط فیلد سواران و مردان تریر شده‌است که به‌طور غیرقانونی برای مسدود کردن و حفاری مجموعه‌ها استخدام شده‌اند.[۴]
- افراد غیرمداخله‌گر از ویدئو، عکس و اظهارات شاهدان برای حمایت از تعقیب شکارچیانی که مرتکب تخلف می‌شوند یا برای افزایش آگاهی درباره مسائلی که آنها شکار را ستمگرانه، بی اثر یا در شرایط بد می‌دانند، استفاده می‌کنند.
- هم خرابکاران شکار و هم ناظران مستقل تکنیک‌های مشابهی دارند، زیرا هم خرابکاران شکار و هم ناظران مستقل از پیگرد قانونی افرادی که به‌طور غیرقانونی شکار می‌شوند، مستندسازی و حمایت می‌کنند. روش‌های مستندسازی که هم توسط خرابکاران و هم ناظران استفاده می‌شود معمولاً فیلم‌برداری و عکس‌برداری از فعالیت‌های غیرقانونی انجام شده توسط شکار است.